# Marco Oosterwijk
Corneelis Adrianus (Marco) Oosterwijk (Lekkerkerk, 1 augustus 1976) is een Nederlands politicus en bestuurder. Hij is lid van de SGP. Sinds 15 mei 2023 is hij burgemeester van Ridderkerk.

## Politiek leven
Oosterwijk was van mei 2018 tot januari 2019 gemeenteraadslid en fractievoorzitter van de SGP in  Krimpen aan den IJssel. Ook in de periode september 2007 tot mei 2014 was hij er gemeenteraadslid voor de SGP. Van mei 2014 juni 2018 was hij er wethouder en van januari 2019 tot mei 2022 was hij wethouder van Ridderkerk. In maart 2022 werd hij informateur / formateur in Maassluis.
Op 15 mei 2023 werd Oosterwijk burgemeester van Ridderkerk, als opvolger van Anny Attema. Hij werd er verantwoordelijk voor openbare orde & veiligheid, politie, brandweer & ambulancedienst, algemeen bestuurlijke zaken, bestuurlijke coördinatie & samenwerking, handhaving en dijkversterking & waterveiligheid.
Namens Ridderkerk werd Oosterwijk bestuurlijk actief bij De Bedrijfsvoeringspartner, de Metropoolregio Rotterdam Den Haag, de Veiligheidsregio Rotterdam-Rijnmond, het Regionaal Veiligheidsoverleg eenheid Rotterdam van de Nationale politie, het Districtelijk Veiligheidsoverleg, het Platform Veilig Ondernemen Rotterdam Rijnmond en de Driver groep Jeugd en Veiligheid.

## Maatschappelijk leven
Oosterwijk is getrouwd en heeft drie kinderen. Hij behoort kerkelijk tot de Oud Gereformeerde Gemeenten in Nederland (OGGiN). Hij studeerde management, economie en recht aan de Ichthus Hogeschool Rotterdam en werkte in de haven van Rotterdam als manager operations bij een internationaal gericht op- en overslagbedrijf.
In 2020 werd Oosterwijk verkozen voorzitter van de Christelijke Bond voor Ondernemers in de Binnenvaart (CBOB). In datzelfde jaar ging hij als lid deel uitmaken van het algemeen bestuur van Koninklijke BLN-Schuttevaer, sinds 2022 Koninklijke Binnenvaart Nederland genoemd.
Daarnaast werd Oosterwijk voorzitter van de Stichting Vrienden van Zjitomir, procuratiehouder van Hamtrans vof, ambassadeur van Stichting Present Ridderkerk, buitengewoon ambtenaar van de burgerlijke stand (BABS), lid van het comité van aanbeveling van de Truckersrit en voorzitter van de Vereniging van Burgemeesters van gemeenten in Zuid-Holland.